# Antoni B. Stępień
Antoni Bazyli Stępień (ur. 14 czerwca 1931 w Sosnowcu) – profesor filozofii, były kierownik Katedry Teorii Poznania Wydziału Filozofii KUL. Autor kilkuset książek i artykułów dotyczących zagadnień teorii poznania, metodologii nauk filozoficznych, metafizyki, estetyki, historii filozofii współczesnej. Przedstawiciel tomizmu egzystencjalnego. Nauczyciel m.in. Stanisława Judyckiego, ks. Jana Krokosa, Renaty Ziemińskiej, Arkadiusza Guta i Jacka Wojtysiaka.

## Odznaczenia
- 7 grudnia 2001 otrzymał Krzyż Kawalerski Orderu Świętego Grzegorza Wielkiego (Watykan)[2]
- 26 kwietnia 2007 uhonorowany tytułem doktora honoris causa przez Uniwersytet Kardynała Stefana Wyszyńskiego w Warszawie
- 19 października 2008 odznaczony przez prezydenta RP Lecha Kaczyńskiego Krzyżem Komandorskim Orderu Odrodzenia Polski
- 2010 laureat Nagrody im. Księdza Idziego Radziszewskiego Towarzystwa Naukowego KUL za rok 2009, za całokształt dorobku naukowego w duchu humanizmu chrześcijańskiego.

## Wybrane publikacje
- Wstęp do filozofii
- Wprowadzenie do metafizyki
- O metodzie teorii poznania
- Propedeutyka estetyki
- Wobec filozofii marksistowskiej. Polskie doświadczenia